# Berenguer Guifré
Berenguer Guifré (?-1093) fou comte de Berga (1050) i bisbe de Girona (1050 - 1093). Era el tercer fill de Guifré II de Cerdanya i Guisla de Pallars. A la mort del seu germà Bernat I rebé el comtat de Berga. Tanmateix aquell mateix any fou escollit bisbe de Girona succeint a Pere de Carcassona. A la seva renúncia el comtat passà a mans del seu germà gran Ramon I de Berga.